# دینگلی
دینگلی (به لاتین: Dingli) یک منطقهٔ مسکونی در مالت است که در منطقه شمالی مالت واقع شده‌است. دینگلی ۵٫۷ کیلومتر مربع مساحت و ۳٬۷۱۱ نفر جمعیت دارد و ۲۵۰ متر بالاتر از سطح دریا واقع شده‌است.